# Трупно изсъхване
Трупното изсъхване е един от основните признаци на окончателната биологична смърт на организма. Изразява се в загубата на влага от тъканите на трупа, вследствие на изпарение. Изсъхването на трупа започва през първите няколко минути, след настъпване на смъртта и продължава различно дълго време, като достига различна степен, в зависимост от температурата и влажността на околната среда.
Изсъхването на трупа е най-изразено в местата, които приживе са естествено овлажнени, като роговиците и склерата на очите. Те последователно загубват блясъка си, помътняват и около 2–3 часа след смъртта в ъглите на очите се появяват триъгълни (при отворени очи) или нишковидни (при затворени очи) петна, които се означават като „петна на Ларше“.
След това изсъхват епителните покрития с тънък епидермис – ъглите на устните, срамните устни, главичката на пениса и скротума. Следсмъртните увреждания на кожата на трупа изсъхват по-бързо от неповредената кожа, като образуват т. нар. „пергаментни петна“. Те могат да бъдат объркани с прижизнени увреждания на тялото. Двата признака се разграничават като:
- петното обилно се напои с вода или оцетно-спиртен разтвор и се покрие с влажна марля; пергаментните петна изчезват след 2–3 часа, а петната от прижизнени увреждания остават;
- нанася се разрез на границата между петното и неизменената кожа; тъканите под пергаментните петна и неизменената кожа имат еднакъв цвят, докато тъканите под петната от прижизнени увреждания са тъмни и пропити със съсирена кръв.

Степента и времето за изсъхване на трупа не могат да се използват като критерий за определяне на времето на настъпване на смъртта.